# Alcis shensiensis
Alcis shensiensis là một loài bướm đêm trong họ Geometridae.